# Puchar Świata w biegach narciarskich 2017/2018
Sezon 2017/2018 Pucharu Świata w biegach narciarskich rozpoczął się 24 listopada w fińskim ośrodku narciarskim Ruka nieopodal miejscowości Kuusamo, a zakończył się 18 marca w szwedzkim Falun podczas cyklu Finał Pucharu Świata.
Obrończynią Pucharu Świata wśród kobiet była Norweżka Heidi Weng (ponownie zdobyła puchar), a wśród mężczyzn, jej rodak Martin Johnsrud Sundby (zajął 3. miejsce w klasyfikacji generalnej).
Najważniejszą imprezą sezonu były odbywające się w lutym 2018 roku Zimowe Igrzyska Olimpijskie 2018 w południowokoreańskim ośrodku narciarskim Alpensia Resort w powiecie Pjongczang.
Kalendarz Pucharu Świata w biegach narciarskich 2017/2018 został zatwierdzony w październiku 2017 roku podczas kongresu FIS w Zurychu.

## Zwycięzcy

### Kobiety

Natalja Niepriajewa – zwyciężczyni klasyfikacji Helvetia U-23
Reprezentacja Norwegii – zwycięzca klasyfikacji Pucharu Narodów

### Mężczyźni

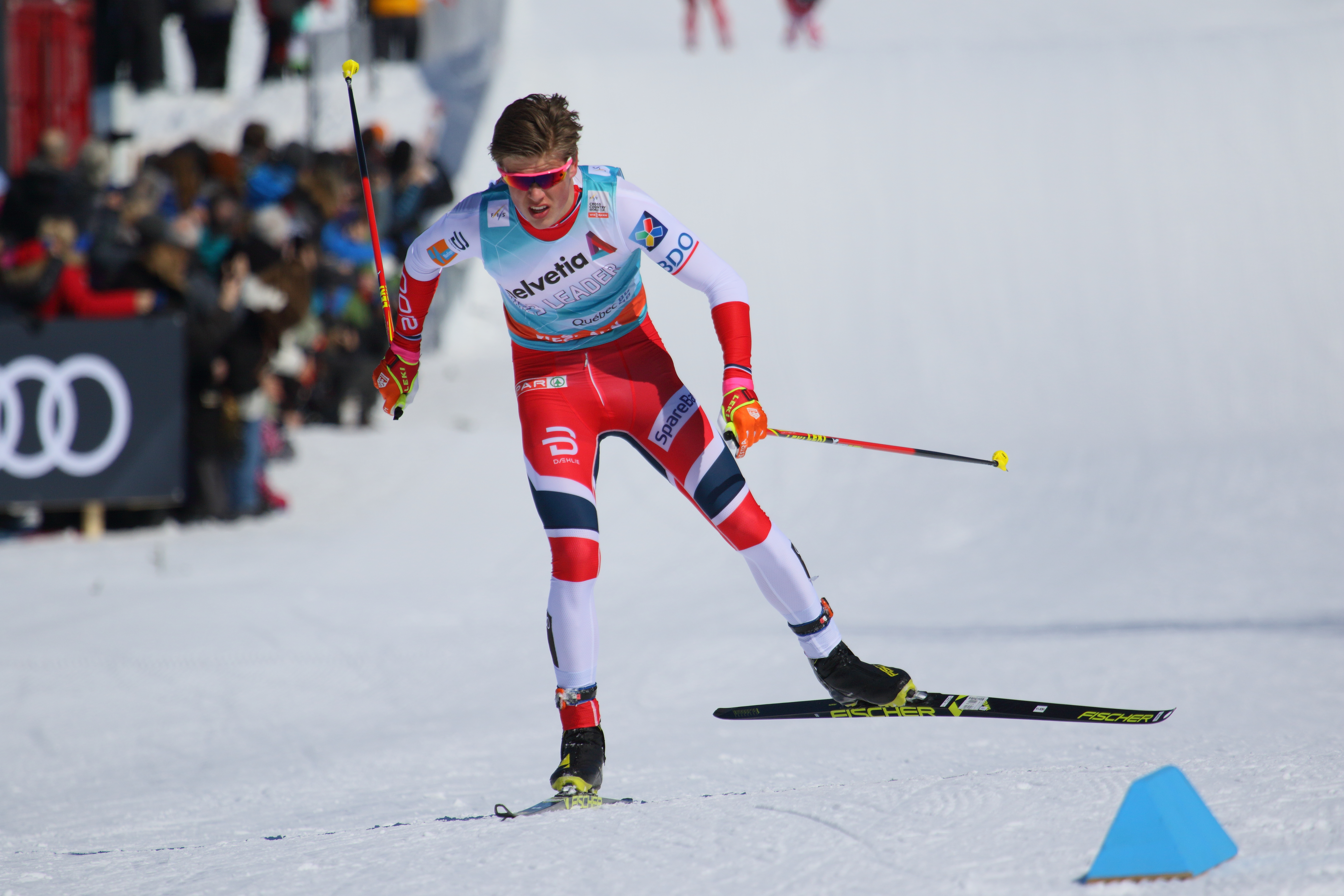
Johannes Høsflot Klæbo – zwycięzca klasyfikacji generalnej Pucharu Świata, zwycięzca klasyfikacji sprintów, zwycięzca klasyfikacji Helvetia U-23
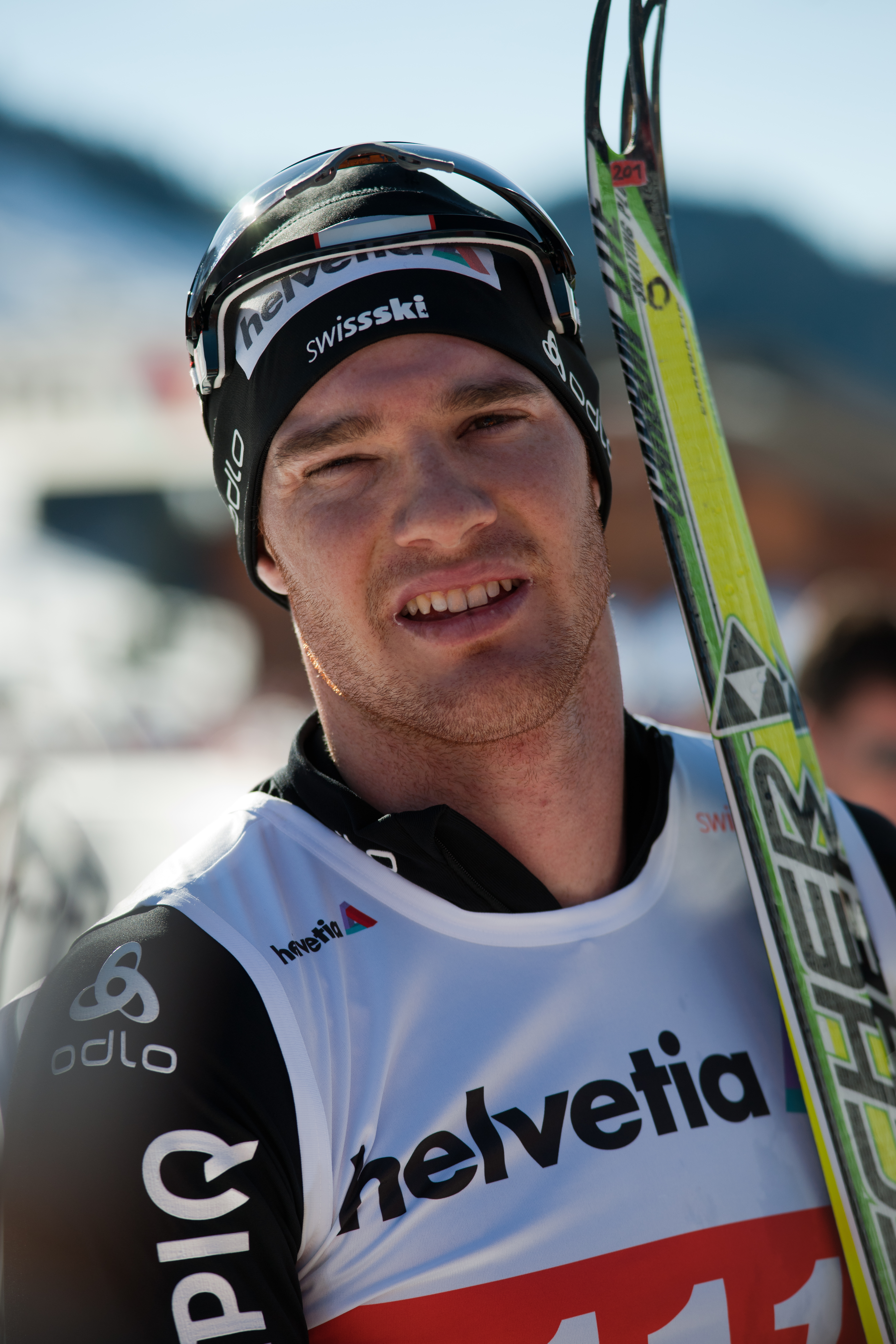
Dario Cologna – zwycięzca klasyfikacji biegów dystansowych, zwycięzca Tour de Ski
Reprezentacja Norwegii – zwycięzca klasyfikacji Pucharu Narodów

## Kalendarz i wyniki

### Kobiety
| Lp.                                                                 | Miejscowość                                 | Dystans                                     | Data                                        | Szczegóły | 1. miejsce                                     | 2. miejsce                           | 3. miejsce                                        |
| ------------------------------------------------------------------- | ------------------------------------------- | ------------------------------------------- | ------------------------------------------- | --------- | ---------------------------------------------- | ------------------------------------ | ------------------------------------------------- |
| Ruka Triple (24 – 26 listopada 2017)                                |                                             |                                             |                                             |           |                                                |                                      |                                                   |
|                                                                     | Ruka                                        | Sprint s. klasycznym                        | 24 listopada 2017                           | szczegóły | Stina Nilsson                                  | Sadie Maubet Bjornsen                | Julija Biełorukowa                                |
|                                                                     | Ruka                                        | 10 km s. klasycznym                         | 25 listopada 2017                           | szczegóły | Marit Bjørgen                                  | Charlotte Kalla                      | Ingvild Flugstad Østberg                          |
|                                                                     | Ruka                                        | 10 km s. dowolnym (bieg pościgowy)          | 26 listopada 2017                           | szczegóły | Ragnhild Haga                                  | Heidi Weng                           | Charlotte Kalla                                   |
| 1.                                                                  | Ruka Triple – klasyfikacja końcowa          | Ruka Triple – klasyfikacja końcowa          | Ruka Triple – klasyfikacja końcowa          | szczegóły | Charlotte Kalla                                | Marit Bjørgen                        | Ragnhild Haga                                     |
| 2.                                                                  | Lillehammer                                 | Sprint s. klasycznym                        | 2 grudnia 2017                              | szczegóły | Maiken Caspersen Falla                         | Krista Pärmäkoski                    | Sadie Maubet Bjornsen                             |
| 3.                                                                  | Lillehammer                                 | 15 km bieg łączony                          | 3 grudnia 2017                              | szczegóły | Charlotte Kalla                                | Heidi Weng                           | Ragnhild Haga                                     |
| 4.                                                                  | Davos                                       | Sprint s. dowolnym                          | 9 grudnia 2017                              | szczegóły | Stina Nilsson                                  | Maiken Caspersen Falla               | Kikkan Randall                                    |
| 5.                                                                  | Davos                                       | 10 km s. dowolnym                           | 10 grudnia 2017                             | szczegóły | Ingvild Flugstad Østberg                       | Ragnhild Haga                        | Krista Pärmäkoski                                 |
| 6.                                                                  | Toblach                                     | 10 km s. dowolnym                           | 16 grudnia 2017                             | szczegóły | Charlotte Kalla                                | Ragnhild Haga                        | Heidi Weng                                        |
| 7.                                                                  | Toblach                                     | 10 km s. klasycznym (bieg pościgowy)        | 17 grudnia 2017                             | szczegóły | Marit Bjørgen                                  | Ingvild Flugstad Østberg             | Heidi Weng                                        |
| Tour de Ski (30 grudnia 2017 – 7 stycznia 2018)                     |                                             |                                             |                                             |           |                                                |                                      |                                                   |
|                                                                     | Lenzerheide                                 | Sprint s. dowolnym                          | 30 grudnia 2017                             | szczegóły | Laurien van der Graaff                         | Sophie Caldwell                      | Maiken Caspersen Falla                            |
|                                                                     | Lenzerheide                                 | 10 km s. klasycznym                         | 31 grudnia 2017                             | szczegóły | Ingvild Flugstad Østberg                       | Heidi Weng                           | Sadie Maubet Bjornsen                             |
|                                                                     | Lenzerheide                                 | 10 km s. dowolnym (bieg pościgowy)          | 1 stycznia 2018                             | szczegóły | Ingvild Flugstad Østberg                       | Heidi Weng                           | Jessica Diggins                                   |
|                                                                     | Oberstdorf                                  | Sprint s. klasycznym                        | 3 stycznia 2018                             | szczegóły | odwołany                                       | odwołany                             | odwołany                                          |
|                                                                     | Oberstdorf                                  | 10 km s. dowolnym (start masowy)            | 4 stycznia 2018                             | szczegóły | Ingvild Flugstad Østberg                       | Maiken Caspersen Falla               | Krista Pärmäkoski                                 |
|                                                                     | Val di Fiemme                               | 10 km s. klasycznym (start masowy)          | 6 stycznia 2018                             | szczegóły | Heidi Weng                                     | Krista Pärmäkoski                    | Teresa Stadlober                                  |
|                                                                     | Val di Fiemme                               | 9 km s. dowolnym (bieg pościgowy)           | 7 stycznia 2018                             | szczegóły | Heidi Weng                                     | Teresa Stadlober                     | Jessica Diggins                                   |
| 8.                                                                  | Tour de Ski – klasyfikacja końcowa          | Tour de Ski – klasyfikacja końcowa          | Tour de Ski – klasyfikacja końcowa          | szczegóły | Heidi Weng                                     | Ingvild Østberg                      | Jessica Diggins                                   |
| 9.                                                                  | Drezno                                      | Sprint s. dowolnym                          | 13 stycznia 2018                            | szczegóły | Hanna Falk                                     | Maja Dahlqvist                       | Sophie Caldwell                                   |
| 10.                                                                 | Drezno                                      | Sprint drużynowy s. dowolnym                | 14 stycznia 2018                            | szczegóły | Szwecja II Ida Ingemarsdotter · Maja Dahlqvist | Szwecja I Hanna Falk · Stina Nilsson | Stany Zjednoczone I Ida Sargent · Sophie Caldwell |
| 11.                                                                 | Planica                                     | Sprint s. klasycznym                        | 20 stycznia 2018                            | szczegóły | Stina Nilsson                                  | Kathrine Harsem                      | Maiken Caspersen Falla                            |
| 12.                                                                 | Planica                                     | 10 km s. klasycznym                         | 21 stycznia 2018                            | szczegóły | Krista Pärmäkoski                              | Charlotte Kalla                      | Heidi Weng                                        |
| 13.                                                                 | Seefeld                                     | Sprint s. dowolnym                          | 27 stycznia 2018                            | szczegóły | Laurien van der Graaff Sophie Caldwell         | –                                    | Maiken Caspersen Falla                            |
| 14.                                                                 | Seefeld                                     | 10 km s. dowolnym (start masowy)            | 28 stycznia 2018                            | szczegóły | Jessica Diggins                                | Heidi Weng                           | Ragnhild Haga                                     |
| Zimowe Igrzyska Olimpijskie 2018 w Pjongczangu (9 – 25 lutego 2018) |                                             |                                             |                                             |           |                                                |                                      |                                                   |
| 15.                                                                 | Lahti                                       | Sprint s. dowolnym                          | 3 marca 2018                                | szczegóły | Maiken Caspersen Falla                         | Stina Nilsson                        | Hanna Falk                                        |
| 16.                                                                 | Lahti                                       | 10 km s. klasycznym                         | 4 marca 2018                                | szczegóły | Krista Pärmäkoski                              | Natalja Niepriajewa                  | Marit Bjørgen                                     |
| 17.                                                                 | Drammen                                     | Sprint s. klasycznym                        | 7 marca 2018                                | szczegóły | Maiken Caspersen Falla                         | Stina Nilsson                        | Jessica Diggins                                   |
| 18.                                                                 | Oslo                                        | 30 km s. dowolnym (start masowy)            | 11 marca 2018                               | szczegóły | Marit Bjørgen                                  | Jessica Diggins                      | Ragnhild Haga                                     |
| Finał Pucharu Świata (16 – 18 marca 2018)                           |                                             |                                             |                                             |           |                                                |                                      |                                                   |
|                                                                     | Falun                                       | Sprint s. dowolnym                          | 16 marca 2018                               | szczegóły | Hanna Falk                                     | Jonna Sundling                       | Marit Bjørgen                                     |
|                                                                     | Falun                                       | 10 km s. klasycznym (start masowy)          | 17 marca 2018                               | szczegóły | Krista Pärmäkoski                              | Marit Bjørgen                        | Ingvild Flugstad Østberg                          |
|                                                                     | Falun                                       | 10 km s. dowolnym (bieg pościgowy)          | 18 marca 2018                               | szczegóły | Jessica Diggins                                | Ragnhild Haga                        | Marit Bjørgen                                     |
| 19.                                                                 | Finał Pucharu Świata – klasyfikacja końcowa | Finał Pucharu Świata – klasyfikacja końcowa | Finał Pucharu Świata – klasyfikacja końcowa | szczegóły | Marit Bjørgen                                  | Jessica Diggins                      | Sadie Maubet Bjornsen                             |
| Zakończenie Sezonu 2017/2018                                        |                                             |                                             |                                             |           |                                                |                                      |                                                   |

### Mężczyźni
| Lp.                                                                 | Miejscowość                                 | Dystans                                     | Data                                        | Szczegóły | 1. miejsce                                     | 2. miejsce                               | 3. miejsce                               |
| ------------------------------------------------------------------- | ------------------------------------------- | ------------------------------------------- | ------------------------------------------- | --------- | ---------------------------------------------- | ---------------------------------------- | ---------------------------------------- |
| Ruka Triple (24 – 26 listopada 2017)                                |                                             |                                             |                                             |           |                                                |                                          |                                          |
|                                                                     | Ruka                                        | Sprint s. klasycznym                        | 24 listopada 2017                           | szczegóły | Johannes Klæbo                                 | Pål Golberg                              | Calle Halfvarsson                        |
|                                                                     | Ruka                                        | 15 km s. klasycznym                         | 25 listopada 2017                           | szczegóły | Johannes Klæbo                                 | Didrik Tønseth                           | Iivo Niskanen                            |
|                                                                     | Ruka                                        | 15 km s. dowolnym (bieg pościgowy)          | 26 listopada 2017                           | szczegóły | Maurice Manificat                              | Matti Heikkinen                          | Hans Christer Holund                     |
| 1.                                                                  | Ruka Triple – klasyfikacja końcowa          | Ruka Triple – klasyfikacja końcowa          | Ruka Triple – klasyfikacja końcowa          | szczegóły | Johannes Klæbo                                 | Martin Sundby                            | Aleksandr Bolszunow                      |
| 2.                                                                  | Lillehammer                                 | Sprint s. klasycznym                        | 2 grudnia 2017                              | szczegóły | Johannes Klæbo                                 | Siergiej Ustiugow                        | Aleksandr Bolszunow                      |
| 3.                                                                  | Lillehammer                                 | 30 km bieg łączony                          | 3 grudnia 2017                              | szczegóły | Johannes Klæbo                                 | Martin Sundby                            | Hans Holund                              |
| 4.                                                                  | Davos                                       | Sprint s. dowolnym                          | 9 grudnia 2017                              | szczegóły | Johannes Klæbo                                 | Federico Pellegrino                      | Aleksandr Bolszunow                      |
| 5.                                                                  | Davos                                       | 15 km s. dowolnym                           | 10 grudnia 2017                             | szczegóły | Maurice Manificat                              | Siergiej Ustiugow                        | Aleksandr Bolszunow                      |
| 6.                                                                  | Toblach                                     | 15 km s. dowolnym                           | 16 grudnia 2017                             | szczegóły | Simen Hegstad Krüger                           | Maurice Manificat                        | Andrew Musgrave                          |
| 7.                                                                  | Toblach                                     | 15 km s. klasycznym (bieg pościgowy)        | 17 grudnia 2017                             | szczegóły | Johannes Klæbo                                 | Siergiej Ustiugow                        | Aleksiej Połtoranin                      |
| Tour de Ski (30 grudnia 2017 – 7 stycznia 2018)                     |                                             |                                             |                                             |           |                                                |                                          |                                          |
|                                                                     | Lenzerheide                                 | Sprint s. dowolnym                          | 30 grudnia 2017                             | szczegóły | Siergiej Ustiugow                              | Federico Pellegrino                      | Lucas Chanavat                           |
|                                                                     | Lenzerheide                                 | 15 km s. klasycznym                         | 31 grudnia 2017                             | szczegóły | Dario Cologna                                  | Aleksiej Połtoranin                      | Martin Sundby                            |
|                                                                     | Lenzerheide                                 | 15 km s. dowolnym (bieg pościgowy)          | 1 stycznia 2018                             | szczegóły | Dario Cologna                                  | Siergiej Ustiugow                        | Aleksandr Bolszunow                      |
|                                                                     | Oberstdorf                                  | Sprint s. klasycznym                        | 3 stycznia 2018                             | szczegóły | odwołany                                       | odwołany                                 | odwołany                                 |
|                                                                     | Oberstdorf                                  | 15 km s. dowolnym (start masowy)            | 4 stycznia 2018                             | szczegóły | Emil Iversen                                   | Sindre Bjørnestad Skar                   | Francesco De Fabiani                     |
|                                                                     | Val di Fiemme                               | 15 km s. klasycznym (start masowy)          | 6 stycznia 2018                             | szczegóły | Aleksiej Połtoranin                            | Andriej Łarkow                           | Alex Harvey                              |
|                                                                     | Val di Fiemme                               | 9 km s. dowolnym (bieg pościgowy)           | 7 stycznia 2018                             | szczegóły | Martin Sundby                                  | Maurice Manificat                        | Dienis Spicow                            |
| 8.                                                                  | Tour de Ski – klasyfikacja końcowa          | Tour de Ski – klasyfikacja końcowa          | Tour de Ski – klasyfikacja końcowa          | szczegóły | Dario Cologna                                  | Martin Sundby                            | Alex Harvey                              |
| 9.                                                                  | Drezno                                      | Sprint s. dowolnym                          | 13 stycznia 2018                            | szczegóły | Federico Pellegrino                            | Johannes Klæbo                           | Lucas Chanavat                           |
| 10.                                                                 | Drezno                                      | Sprint drużynowy s. dowolnym                | 14 stycznia 2018                            | szczegóły | Włochy I Dietmar Nöckler · Federico Pellegrino | Szwecja I Emil Jönsson · Teodor Peterson | Rosja I Andriej Krasnow · Gleb Rietiwych |
| 11.                                                                 | Planica                                     | Sprint s. klasycznym                        | 20 stycznia 2018                            | szczegóły | Johannes Klæbo                                 | Emil Iversen                             | Teodor Peterson                          |
| 12.                                                                 | Planica                                     | 15 km s. klasycznym                         | 21 stycznia 2018                            | szczegóły | Aleksiej Połtoranin                            | Johannes Klæbo                           | Calle Halfvarsson                        |
| 13.                                                                 | Seefeld                                     | Sprint s. dowolnym                          | 27 stycznia 2018                            | szczegóły | Johannes Klæbo                                 | Lucas Chanavat                           | Calle Halfvarsson                        |
| 14.                                                                 | Seefeld                                     | 15 km s. dowolnym (start masowy)            | 28 stycznia 2018                            | szczegóły | Dario Cologna                                  | Alex Harvey                              | Martin Sundby                            |
| Zimowe Igrzyska Olimpijskie 2018 w Pjongczangu (9 – 25 lutego 2018) |                                             |                                             |                                             |           |                                                |                                          |                                          |
| 15.                                                                 | Lahti                                       | Sprint s. dowolnym                          | 3 marca 2018                                | szczegóły | Federico Pellegrino                            | Gleb Rietiwych                           | Johannes Klæbo                           |
| 16.                                                                 | Lahti                                       | 15 km s. klasycznym                         | 4 marca 2018                                | szczegóły | Aleksandr Bolszunow                            | Iivo Niskanen                            | Emil Iversen                             |
| 17.                                                                 | Drammen                                     | Sprint s. klasycznym                        | 7 marca 2018                                | szczegóły | Johannes Klæbo                                 | Eirik Brandsdal                          | Aleksandr Bolszunow                      |
| 18.                                                                 | Oslo                                        | 50 km s. dowolnym (start masowy)            | 10 marca 2018                               | szczegóły | Dario Cologna                                  | Martin Sundby                            | Maksim Wylegżanin                        |
| Finał Pucharu Świata (16 – 18 marca 2018)                           |                                             |                                             |                                             |           |                                                |                                          |                                          |
|                                                                     | Falun                                       | Sprint s. dowolnym                          | 16 marca 2018                               | szczegóły | Johannes Klæbo                                 | Federico Pellegrino                      | Lucas Chanavat                           |
|                                                                     | Falun                                       | 15 km s. klasycznym (start masowy)          | 17 marca 2018                               | szczegóły | Aleksandr Bolszunow                            | Calle Halfvarsson                        | Francesco De Fabiani                     |
|                                                                     | Falun                                       | 15 km s. dowolnym (bieg pościgowy)          | 18 marca 2018                               | szczegóły | Alex Harvey                                    | Hans Holund                              | Maksim Wylegżanin                        |
| 19.                                                                 | Finał Pucharu Świata – klasyfikacja końcowa | Finał Pucharu Świata – klasyfikacja końcowa | Finał Pucharu Świata – klasyfikacja końcowa | szczegóły | Aleksandr Bolszunow                            | Dario Cologna                            | Alex Harvey                              |
| Zakończenie Sezonu 2017/2018                                        |                                             |                                             |                                             |           |                                                |                                          |                                          |

## Klasyfikacje

### Kobiety
| Lp.  | Zawodniczka           | Punkty |
| ---- | --------------------- | ------ |
| 1.   | Heidi Weng            | 1476   |
| 2.   | Jessica Diggins       | 1436   |
| 3.   | Ingvild Østberg       | 1414   |
| 4.   | Krista Pärmäkoski     | 1220   |
| 5.   | Marit Bjørgen         | 1078   |
| 6.   | Sadie Maubet Bjornsen | 956    |
| 7.   | Charlotte Kalla       | 934    |
| 8.   | Teresa Stadlober      | 888    |
| 9.   | Ragnhild Haga         | 808    |
| 10.  | Kerttu Niskanen       | 757    |
| ...  |                       |        |
| 54.  | Justyna Kowalczyk     | 106    |
| 106. | Sylwia Jaśkowiec      | 1      |

| Lp. | Zawodniczka           | Punkty |
| --- | --------------------- | ------ |
| 1.  | Heidi Weng            | 818    |
| 2.  | Ingvild Østberg       | 755    |
| 3.  | Jessica Diggins       | 723    |
| 4.  | Krista Pärmäkoski     | 656    |
| 5.  | Marit Bjørgen         | 636    |
| 6.  | Charlotte Kalla       | 620    |
| 7.  | Teresa Stadlober      | 592    |
| 8.  | Ragnhild Haga         | 588    |
| 9.  | Kerttu Niskanen       | 481    |
| 10. | Sadie Maubet Bjornsen | 422    |
| ... |                       |        |
| 49. | Justyna Kowalczyk     | 45     |
| 81. | Sylwia Jaśkowiec      | 1      |

| Lp. | Zawodniczka            | Punkty |
| --- | ---------------------- | ------ |
| 1.  | Maiken Falla           | 573    |
| 2.  | Stina Nilsson          | 495    |
| 3.  | Sophie Caldwell        | 396    |
| 4.  | Hanna Falk             | 331    |
| 5.  | Laurien van der Graaff | 295    |
| 6.  | Jessica Diggins        | 269    |
| 7.  | Krista Pärmäkoski      | 252    |
| 8.  | Sadie Maubet Bjornsen  | 246    |
| 9.  | Kathrine Harsem        | 208    |
| 10. | Sandra Ringwald        | 207    |
| ... |                        |        |
| 41. | Justyna Kowalczyk      | 47     |

| Lp. | Zawodniczka         | Punkty |
| --- | ------------------- | ------ |
| 1.  | Natalja Niepriajewa | 614    |
| 2.  | Anastasija Siedowa  | 474    |
| 3.  | Ebba Andersson      | 263    |
| 4.  | Nadine Fähndrich    | 245    |
| 5.  | Julija Biełorukowa  | 222    |
| 6.  | Anamarija Lampič    | 216    |
| 7.  | Tiril Udnes Weng    | 199    |
| 8.  | Victoria Carl       | 175    |
| 9.  | Katharina Hennig    | 167    |
| 10. | Lotta Udnes Weng    | 50     |

### Mężczyźni
| Lp. | Zawodnik            | Punkty |
| --- | ------------------- | ------ |
| 1.  | Johannes Klæbo      | 1409   |
| 2.  | Dario Cologna       | 1290   |
| 3.  | Martin Sundby       | 1261   |
| 4.  | Alex Harvey         | 1179   |
| 5.  | Aleksandr Bolszunow | 1152   |
| 6.  | Hans Holund         | 917    |
| 7.  | Aleksiej Połtoranin | 796    |
| 8.  | Maurice Manificat   | 763    |
| 9.  | Emil Iversen        | 635    |
| 10. | Federico Pellegrino | 613    |
| ... |                     |        |
| 90. | Maciej Staręga      | 34     |

| Lp. | Zawodnik            | Punkty |
| --- | ------------------- | ------ |
| 1.  | Dario Cologna       | 698    |
| 2.  | Martin Sundby       | 657    |
| 3.  | Hans Holund         | 599    |
| 4.  | Alex Harvey         | 594    |
| 5.  | Maurice Manificat   | 586    |
| 6.  | Aleksiej Połtoranin | 533    |
| 7.  | Johannes Klæbo      | 457    |
| 8.  | Simen Krüger        | 413    |
| 9.  | Aleksandr Bolszunow | 396    |
| 10. | Siergiej Ustiugow   | 388    |

| Lp. | Zawodnik            | Punkty |
| --- | ------------------- | ------ |
| 1.  | Johannes Klæbo      | 740    |
| 2.  | Federico Pellegrino | 497    |
| 3.  | Lucas Chanavat      | 323    |
| 4.  | Emil Iversen        | 310    |
| 5.  | Ristomatti Hakola   | 293    |
| 6.  | Aleksandr Bolszunow | 276    |
| 7.  | Gleb Rietiwych      | 245    |
| 8.  | Richard Jouve       | 206    |
| 9.  | Eirik Brandsdal     | 194    |
| 10. | Calle Halfvarsson   | 187    |
| ... |                     |        |
| 45. | Maciej Staręga      | 34     |

| Lp. | Zawodnik            | Punkty |
| --- | ------------------- | ------ |
| 1.  | Johannes Klæbo      | 1409   |
| 2.  | Aleksandr Bolszunow | 1152   |
| 3.  | Aleksiej Czerwotkin | 569    |
| 4.  | Dienis Spicow       | 376    |
| 5.  | Oskar Svensson      | 229    |
| 6.  | Even Northug        | 97     |
| 7.  | Fredrik Riseth      | 74     |
| 8.  | Iwan Jakimuszkin    | 71     |
| 9.  | Lauri Vuorinen      | 67     |
| 10. | Mattis Stenshagen   | 65     |
| 10. | Viktor Thorn        | 65     |

### Puchar Narodów
| Lp. | Państwo           | Punkty |
| --- | ----------------- | ------ |
| 1.  | Norwegia          | 10821  |
| 2.  | Szwecja           | 5383   |
| 3.  | Rosja             | 5328   |
| 4.  | Finlandia         | 3772   |
| 5.  | Stany Zjednoczone | 3702   |
| 6.  | Szwajcaria        | 2914   |
| 7.  | Francja           | 2214   |
| 8.  | Niemcy            | 1899   |
| 9.  | Włochy            | 1698   |
| 10. | Kanada            | 1299   |
| ... |                   |        |
| 17. | Polska            | 165    |

| Lp. | Państwo           | Punkty |
| --- | ----------------- | ------ |
| 1.  | Norwegia          | 5515   |
| 2.  | Szwecja           | 3571   |
| 3.  | Stany Zjednoczone | 3270   |
| 4.  | Finlandia         | 2480   |
| 5.  | Rosja             | 1689   |
| 6.  | Niemcy            | 1325   |
| 7.  | Szwajcaria        | 1061   |
| 8.  | Austria           | 906    |
| 9.  | Słowenia          | 525    |
| 10. | Włochy            | 360    |
| ... |                   |        |
| 14. | Polska            | 131    |

| Lp. | Państwo    | Punkty |
| --- | ---------- | ------ |
| 1.  | Norwegia   | 5306   |
| 2.  | Rosja      | 3639   |
| 3.  | Francja    | 2055   |
| 4.  | Szwajcaria | 1853   |
| 5.  | Szwecja    | 1812   |
| 6.  | Włochy     | 1338   |
| 7.  | Finlandia  | 1292   |
| 8.  | Kanada     | 1284   |
| 9.  | Kazachstan | 808    |
| 10. | Niemcy     | 574    |
| ... |            |        |
| 18. | Polska     | 34     |

## Wyniki Polaków

### Kobiety
| Zawodniczka       | Ruka 24.11 (SP C) | Ruka 25.11 (10 km C) | Ruka 26.11 (10 km F) | RT | Lillehammer 2.12 (SP C) | Lillehammer 3.12 (2×7,5 km) | Davos 9.12 (SP F) | Davos 10.12 (10 km F) | Toblach 16.12 (10 km F) | Toblach 17.12 (10 km C) | Lenzerheide 30.12 (SP F) | Lenzerheide 31.12 (10 km C) | Lenzerheide 1.01 (10 km F) | Oberstdorf 4.01 (10 km F) | Val di Fiemme 6.01 (10 km C) | Val di Fiemme 7.01 (9 km F) | TdS | Drezno 13.01 (SP F) | Planica 20.01 (SP C) | Planica 21.01 (10 km C) | Seefeld 27.01 (SP F) | Seefeld 28.01 (10 km F) | Lahti 3.03 (SP F) | Lahti 4.03 (10 km C) | Drammen 7.03 (SP C) | Oslo 11.03 (30 km F) | Falun 16.03 (SP F) | Falun 17.03 (10 km C) | Falun 18.03 (10 km F) | FPŚ |
| Martyna Galewicz  | –                 | –                    | –                    | –  | –                       | –                           | –                 | 48                    | 74                      | 69                      | –                        | –                           | –                          | –                         | –                            | –                           | –   | –                   | –                    | –                       | –                    | 60                      | –                 | –                    | –                   | –                    | –                  | –                     | –                     | –   |
| Sylwia Jaśkowiec  | –                 | –                    | –                    | –  | –                       | –                           | –                 | –                     | 66                      | 61                      | –                        | –                           | –                          | –                         | –                            | –                           | –   | 41                  | 58                   | 41                      | 40                   | 39                      | 39                | 30                   | –                   | –                    | 47                 | 48                    | 33                    | 42  |
| Justyna Kowalczyk | 20                | 18                   | 40                   | 24 | 7                       | DNF                         | –                 | –                     | 50                      | 37                      | –                        | –                           | –                          | –                         | –                            | –                           | –   | –                   | 35                   | 8                       | –                    | –                       | –                 | –                    | –                   | –                    | –                  | –                     | –                     | –   |
| Urszula Łętocha   | 61                | 79                   | –                    | –  | –                       | –                           | 64                | DNS                   | –                       | –                       | –                        | –                           | –                          | –                         | –                            | –                           | –   | 43                  | –                    | –                       | –                    | –                       | –                 | –                    | –                   | –                    | –                  | –                     | –                     | –   |
| Ewelina Marcisz   | 69                | 67                   | 69                   | 65 | –                       | –                           | 43                | 58                    | –                       | –                       | –                        | –                           | –                          | –                         | –                            | –                           | –   | 42                  | 56                   | 49                      | 31                   | 56                      | 53                | 47                   | 38                  | –                    | –                  | –                     | –                     | –   |
| Monika Skinder    | –                 | –                    | –                    | –  | –                       | –                           | –                 | –                     | –                       | –                       | –                        | –                           | –                          | –                         | –                            | –                           | –   | –                   | –                    | –                       | –                    | –                       | 55                | –                    | 56                  | –                    | –                  | –                     | –                     | –   |

### Mężczyźni
| Zawodnik       | Ruka 24.11 (SP C) | Ruka 25.11 (15 km C) | Ruka 26.11 (15 km F) | RT | Lillehammer 2.12 (SP C) | Lillehammer 3.12 (2×15 km) | Davos 9.12 (SP F) | Davos 10.12 (15 km F) | Toblach 16.12 (15 km F) | Toblach 17.12 (15 km C) | Lenzerheide 30.12 (SP F) | Lenzerheide 31.12 (15 km C) | Lenzerheide 1.01 (15 km F) | Oberstdorf 4.01 (15 km F) | Val di Fiemme 6.01 (15 km C) | Val di Fiemme 7.01 (9 km F) | TdS | Drezno 13.01 (SP F) | Planica 20.01 (SP C) | Planica 21.01 (15 km C) | Seefeld 27.01 (SP F) | Seefeld 28.01 (15 km F) | Lahti 3.03 (SP F) | Lahti 4.03 (15 km C) | Drammen 7.03 (SP C) | Oslo 10.03 (50 km F) | Falun 16.03 (SP F) | Falun 17.03 (15 km C) | Falun 18.03 (15 km F) | FPŚ |
| Jan Antolec    | –                 | –                    | –                    | –  | –                       | –                          | –                 | 83                    | 86                      | 78                      | –                        | –                           | –                          | –                         | –                            | –                           | –   | –                   | –                    | 67                      | 63                   | 65                      | –                 | –                    | –                   | –                    | 77                 | 85                    | 67                    | 73  |
| Dominik Bury   | 113               | 65                   | 61                   | 63 | –                       | –                          | 90                | 72                    | –                       | –                       | –                        | –                           | –                          | –                         | –                            | –                           | –   | –                   | –                    | –                       | –                    | –                       | –                 | 64                   | –                   | –                    | 56                 | 83                    | 55                    | 70  |
| Kamil Bury     | –                 | –                    | –                    | –  | –                       | –                          | 76                | –                     | –                       | –                       | –                        | –                           | –                          | –                         | –                            | –                           | –   | –                   | –                    | –                       | –                    | –                       | 57                | 58                   | 59                  | –                    | –                  | –                     | –                     | –   |
| Paweł Klisz    | –                 | –                    | –                    | –  | –                       | –                          | –                 | –                     | –                       | –                       | –                        | –                           | –                          | –                         | –                            | –                           | –   | –                   | 77                   | 60                      | 60                   | 79                      | –                 | –                    | –                   | –                    | –                  | –                     | –                     | –   |
| Maciej Staręga | 55                | 94                   | –                    | –  | 58                      | –                          | 25                | DNF                   | –                       | –                       | –                        | –                           | –                          | –                         | –                            | –                           | –   | –                   | 60                   | –                       | 12                   | 83                      | 28                | 52                   | 53                  | –                    | 28                 | 66                    | 73                    | 72  |